# Vergéal
Vergéal est une commune française située dans le département d'Ille-et-Vilaine, en région Bretagne, peuplée de 804 habitants.

## Géographie

### Hydrographie
Pour un article plus général, voir Réseau hydrographique d'Ille-et-Vilaine.
La commune est située dans le bassin Loire-Bretagne. Elle est drainée par le Vergéal,.

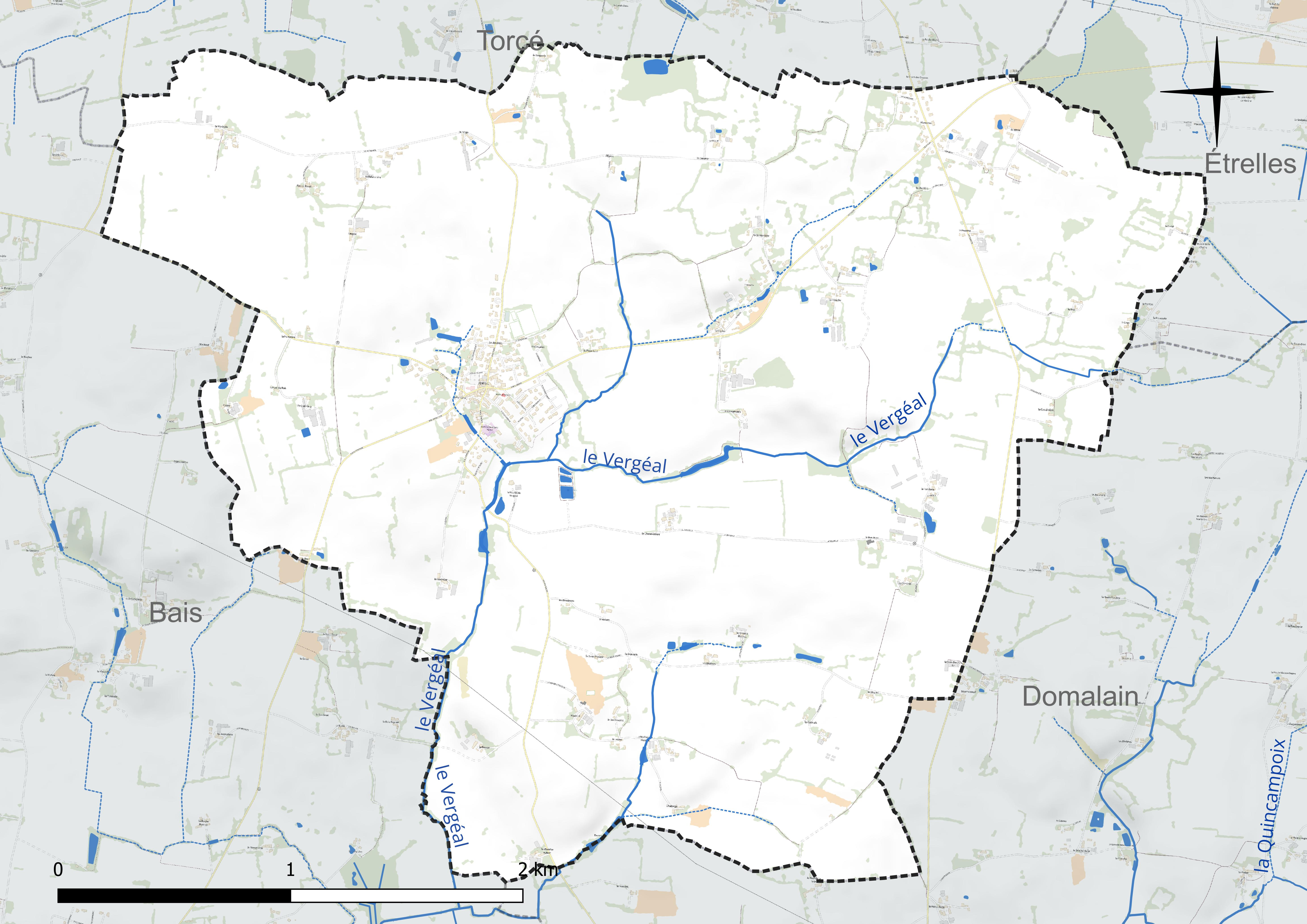
Réseau hydrographique de Vergéal.

### Climat
Pour des articles plus généraux, voir Climat de la Bretagne et Climat d'Ille-et-Vilaine.
En 2010, le climat de la commune est de type climat océanique altéré, selon une étude du CNRS s'appuyant sur une série de données couvrant la période 1971-2000. En 2020, Météo-France publie une typologie des climats de la France métropolitaine dans laquelle la commune est exposée à un climat océanique et est dans la région climatique Bretagne orientale et méridionale, Pays nantais, Vendée, caractérisée par une faible pluviométrie en été et une bonne insolation. Parallèlement l'observatoire de l'environnement en Bretagne publie en 2020 un zonage climatique de la région Bretagne, s'appuyant sur des données de Météo-France de 2009. La commune est, selon ce zonage, dans la zone « Sud Est », avec des étés relativement chauds et ensoleillés.  
Pour la période 1971-2000, la température annuelle moyenne est de 11,3 °C, avec une amplitude thermique annuelle de 13,3 °C. Le cumul annuel moyen de précipitations est de 767 mm, avec 12,8 jours de précipitations en janvier et 7 jours en juillet. Pour la période 1991-2020, la température moyenne annuelle observée sur la station météorologique la plus proche, située sur la commune d'Arbrissel à 12 km à vol d'oiseau, est de 12,1 °C et le cumul annuel moyen de précipitations est de 718,7 mm,. Pour l'avenir, les paramètres climatiques de la commune estimés pour 2050 selon différents scénarios d'émission de gaz à effet de serre sont consultables sur un site dédié publié par Météo-France en novembre 2022.

## Urbanisme

### Typologie
Au 1er janvier 2024, Vergéal est catégorisée commune rurale à habitat dispersé, selon la nouvelle grille communale de densité à sept niveaux définie par l'Insee en 2022.
Elle est située hors unité urbaine. Par ailleurs la commune fait partie de l'aire d'attraction de Vitré, dont elle est une commune de la couronne,. Cette aire, qui regroupe 30 communes, est catégorisée dans les aires de 50 000 à moins de 200 000 habitants,.

### Occupation des sols
L'occupation des sols de la commune, telle qu'elle ressort de la base de données européenne d'occupation biophysique des sols Corine Land Cover (CLC), est marquée par l'importance des territoires agricoles (97 % en 2018), une proportion sensiblement équivalente à celle de 1990 (97,2 %). La répartition détaillée en 2018 est la suivante : 
zones agricoles hétérogènes (50 %), terres arables (36 %), prairies (11 %), zones urbanisées (2,8 %), forêts (0,2 %). L'évolution de l'occupation des sols de la commune et de ses infrastructures peut être observée sur les différentes représentations cartographiques du territoire : la carte de Cassini (XVIIIe siècle), la carte d'état-major (1820-1866) et les cartes ou photos aériennes de l'IGN pour la période actuelle (1950 à aujourd'hui).

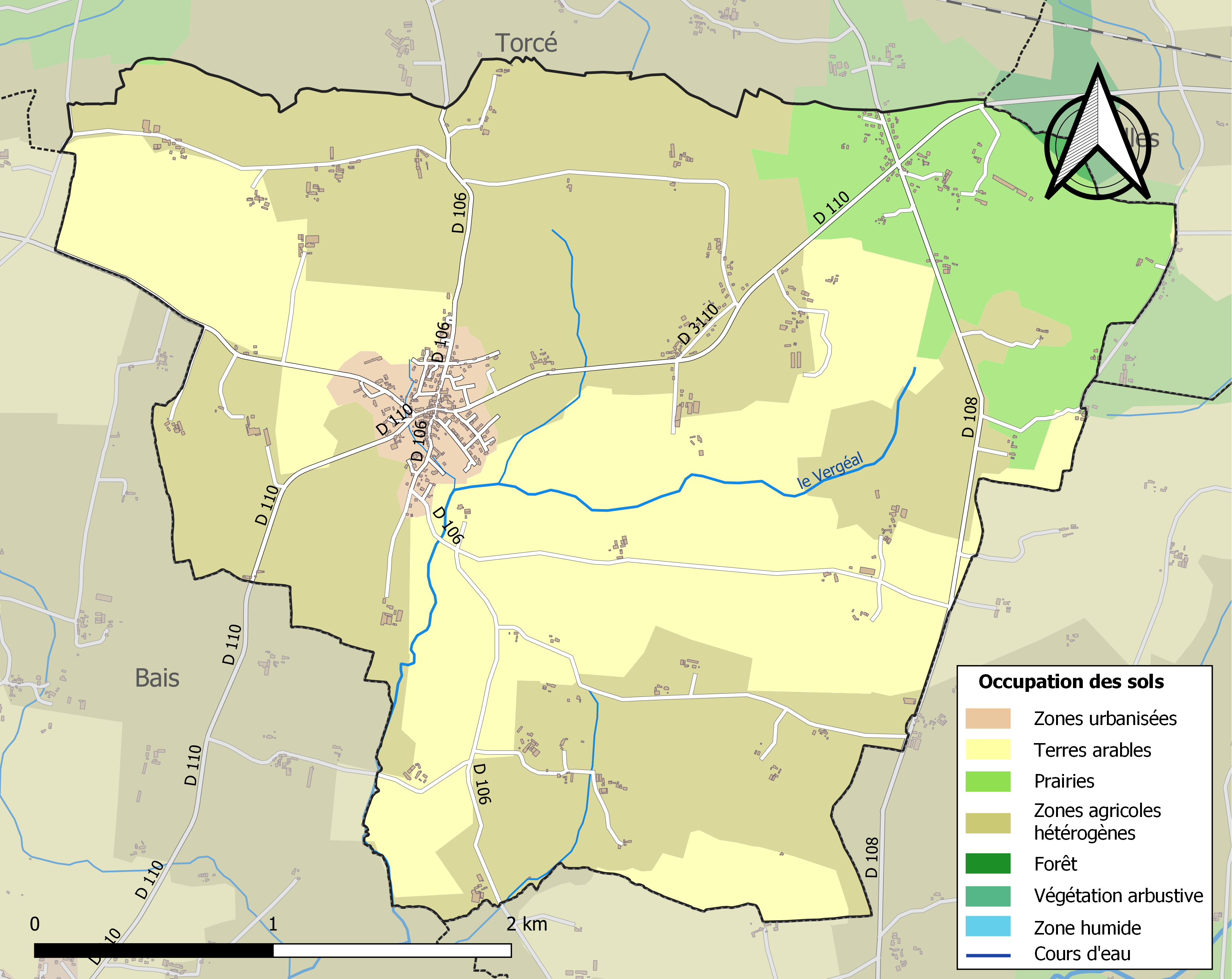
Carte des infrastructures et de l'occupation des sols de la commune en 2018 (CLC).

## Toponymie
Le nom de la localité est attesté sous les formes Verial et Verjal en 1240, parochia de Viridi Gallo en 1340 et en 1516, Vregeal en 1473.
L'Office public de la Langue bretonne (Kerofis) propose le néotoponyme breton Gwerial.

## Histoire

### Moyen Âge
La paroisse de Vergeal dépendait autrefois de la châtellenie du Désert, qui appartint aux barons de Châteaubriant, puis à ceux de Vitré à partir de 1542, et disposait du droit de haute justice. Le chef-lieu de la châtellenie du Désert se trouvait au manoir de la Rivière du Désert, en Visseiche, et s'étendait sur le territoire des paroisses d'Availles, Bais, Brielles, Chancé, Domalain, Gennes, Moulins, Moutiers, Le Pertre, Saint-Germain-du-Pinel, Vergéal et Visseiche.

### Révolution française
Le 10 mars 1792, des gardes nationales de Bais et de La Guerche font irruption dans les communes de Vergeal et Cornillé pour les débarrasser de leurs prêtres réfractaires.
Dans la seconde quinzaine de novembre 1793, des rassemblements suspects sont signalés à Argentré, Balazé, Champeaux, Châtillon, Cornillé, Étrelles, Montautour, Le Pertre, Taillis et Vergeal.
Vergeal fait partie des communes déclarées totalement insurgées en 1793-1794. Le 4 floréal an II (23 avril 1794), le général Kléber donne ordre aux troupes stationnées à Vitré, en « laissant les routes garnies [ = surveillées] », de se porter « sur Vergeal, en passant par Cornillé et Torcé ».
Pierre Bouthemy, chapelain de Fouesnel (en Louvigné-de-Bais), recteur de La Valette en 1783, de Piré en 1787, fut prêtre insermenté en 1791, incarcéré à la prison Saint-Melaine de Rennes en 1792, s'exila à Jersey, puis fut nommé en 1803 recteur de Vergeal.

### LeXIXesiècle
En mai 1832, lors de l'insurrection légitimiste de 1832, une révolte chouanne, soutenant les légitimistes, considérant Henri V comme roi légitime, contre la monarchie de Juillet (le roi Louis-Philippe étant considéré comme un usurpateur), nécessita la présence de détachements de troupes du 46e de ligne et de la Garde nationale à Châteaubourg, Saint-Jean-sur-Vilaine, Saint-Aubin-des-Landes, Pocé-les-Bois, etc. ; le 30 mai 1832, un combat oppose les chouans commandés par Alexandre Courson de la Villevalio et Jean-François Le Nepvou de Carfort d'une part, et les forces de l'ordre commandées par le général de Castres sur la lande de Toucheneau, près de la ferme de la Gaudinière en Vergeal.
Selon Henri de Kerbeuzec (pseudonyme usité par François Duine ; voir également cette page), saint Aignan était traditionnellement très honoré à Vergéal : « on l'invoque contre la râche, sorte de lèpre ou d'eczéma, qui atteint les enfants. On porte à la statue un bouquet que l'on a fait baiser à l'enfant et que l'on fait baiser ensuite au saint. Le bouquet reste aux pieds de la statue ».

## Politique et administration
| Période                                  | Période     | Identité          | Étiquette | Qualité          |
| ---------------------------------------- | ----------- | ----------------- | --------- | ---------------- |
| 1965                                     | 2001        | Albert Templon    |           | Agriculteur      |
| mars 2001                                | 25 mai 2020 | Denis Chevrollier | SE        | Postier retraité |
| 25 mai 2020                              | En cours    | Samuel Urien      |           |                  |
| Les données manquantes sont à compléter. |             |                   |           |                  |

## Démographie
L'évolution du nombre d'habitants est connue à travers les recensements de la population effectués dans la commune depuis 1793. Pour les communes de moins de 10 000 habitants, une enquête de recensement portant sur toute la population est réalisée tous les cinq ans, les populations de référence des années intermédiaires étant quant à elles estimées par interpolation ou extrapolation. Pour la commune, le premier recensement exhaustif entrant dans le cadre du nouveau dispositif a été réalisé en 2006.
En 2022, la commune comptait 804 habitants, en stagnation par rapport à 2016 (Ille-et-Vilaine : +5,46 %, France hors Mayotte : +2,11 %).
| 1793 | 1800 | 1806 | 1821 | 1831 | 1836 | 1841 | 1846 | 1851 |
| ---- | ---- | ---- | ---- | ---- | ---- | ---- | ---- | ---- |
| 800  | 744  | 773  | 871  | 845  | 834  | 808  | 751  | 794  |

| 1856 | 1861 | 1866 | 1872 | 1876 | 1881 | 1886 | 1891 | 1896 |
| ---- | ---- | ---- | ---- | ---- | ---- | ---- | ---- | ---- |
| 806  | 740  | 712  | 693  | 727  | 705  | 698  | 716  | 673  |

| 1901 | 1906 | 1911 | 1921 | 1926 | 1931 | 1936 | 1946 | 1954 |
| ---- | ---- | ---- | ---- | ---- | ---- | ---- | ---- | ---- |
| 659  | 678  | 640  | 556  | 565  | 598  | 623  | 583  | 525  |

| 1962 | 1968 | 1975 | 1982 | 1990 | 1999 | 2006 | 2011 | 2016 |
| ---- | ---- | ---- | ---- | ---- | ---- | ---- | ---- | ---- |
| 531  | 515  | 470  | 464  | 535  | 590  | 699  | 750  | 804  |

| 2021 | 2022 | - | - | - | - | - | - | - |
| ---- | ---- | - | - | - | - | - | - | - |
| 805  | 804  | - | - | - | - | - | - | - |

## Transports
La commune est desservie par la ligne de bus n°9 de Vitré Communauté.

## Lieux et monuments
- Église Notre-Dame-de-la-Visitation, des XVe et XIXe siècles.

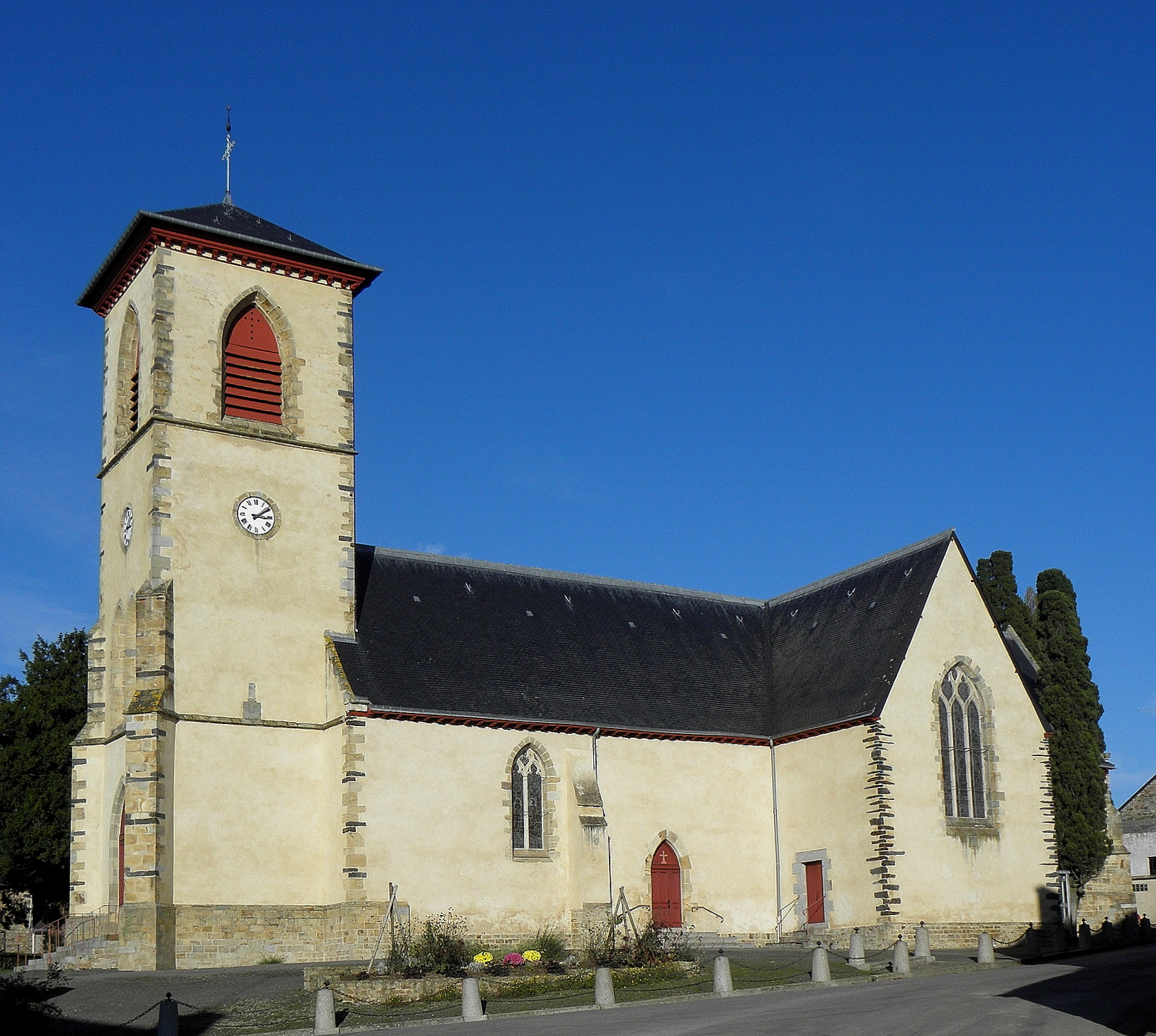
L'église paroissiale Notre-Dame-de-la-Visitation.
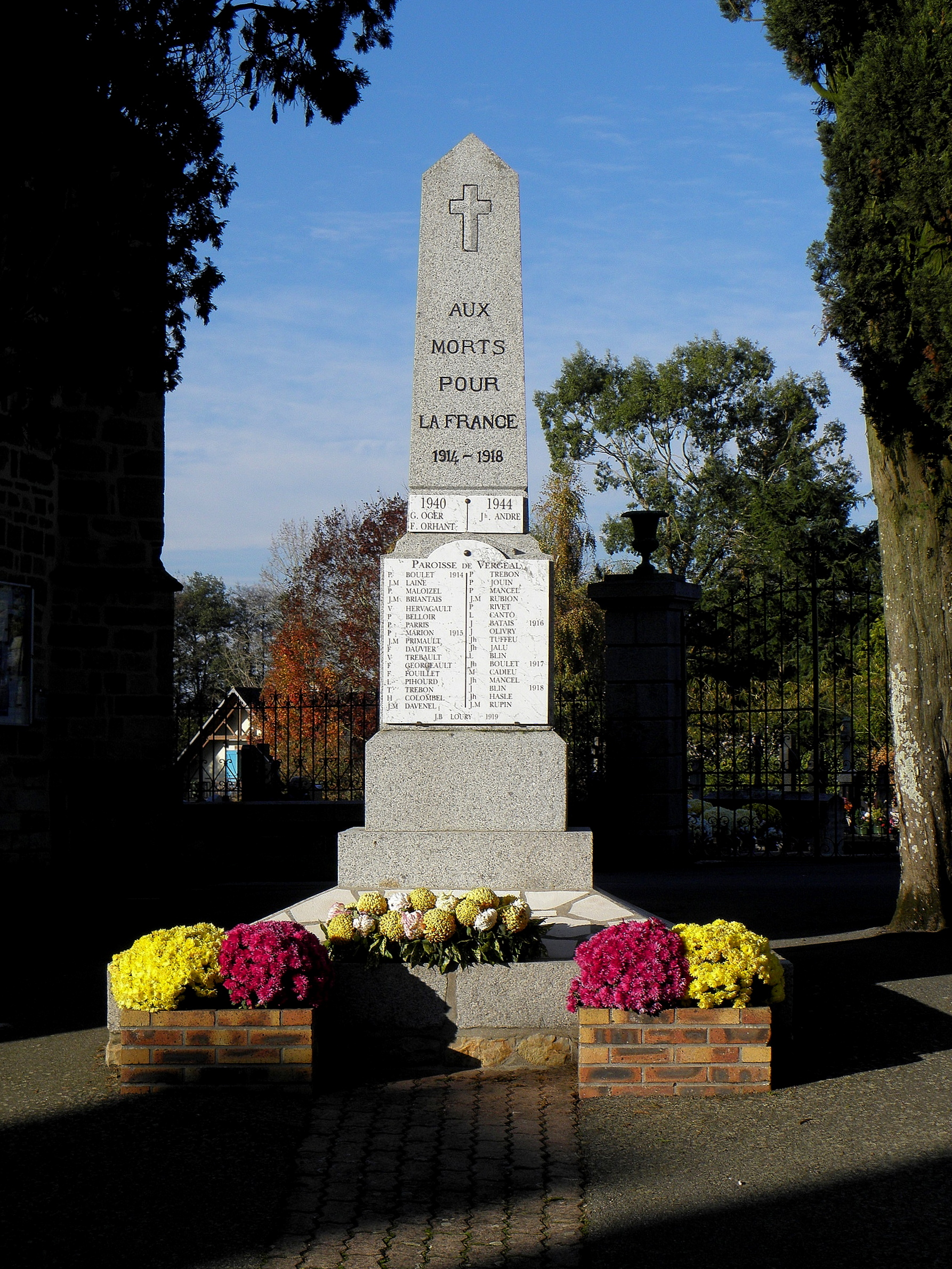
Le monument aux morts.